# Xichi
Xichi (kinesiska: 西池, 西池乡) är en socken i Kina. Den ligger i provinsen Shanxi, i den norra delen av landet, omkring 210 kilometer söder om provinshuvudstaden Taiyuan. Antalet invånare är 22 692. Befolkningen består av 11 214 kvinnor och 11 478 män. Barn under 15 år utgör 17,0 %, vuxna 15-64 år 75 %, och äldre över 65 år 7,0 %.
Genomsnittlig årsnederbörd är 637 millimeter. Den regnigaste månaden är juli, med i genomsnitt 182 mm nederbörd, och den torraste är december, med 3 mm nederbörd.